# Ö till ö
 (juin 2023).
Ö till ö ou ÖTILLÖ (en français « d'île en île ») est le nom de la première compétition de swimrun. Créée en 2006, elle se déroule au début du mois de septembre dans les îles au large de Stockholm en Suède. La course se court par équipes de deux. Elle relie l'île de Sandhamn à celle d'Utö à l'issue d'un parcours de 75 km, composé d'une dizaine de kilomètres de nage en eau libre et de 60 km de course à pied hors route. Le nom d'ÖTILLÖ est egalement celui d'un circuit de compétitions de swimrun qui permet un accès qualificatif à cette compétition première à laquelle les organisateurs donnent le nom de « championnat du monde de swimrun ».

## Histoire

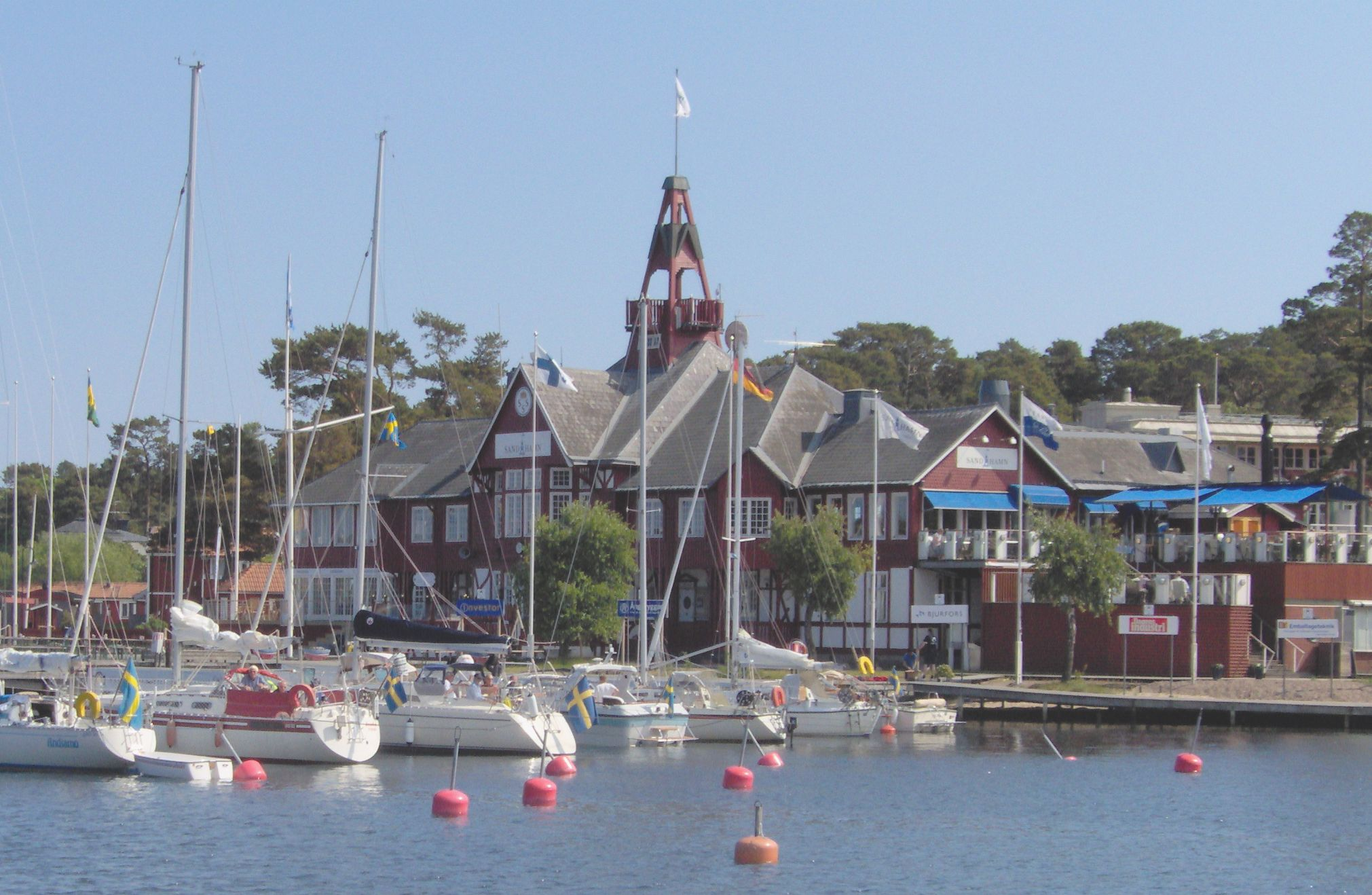
Sandhamns hotel

L'origine de la course revient à Andréa Malm, propriétaire de l'Utö Värdshus et son ami Jane Lindberg ainsi que deux de ses collaborateurs, les frères Jesper et Mats  Andersson qui terminent une nuit dans un bar sur Utö en 2002 et se lance un défi original. Celui-ci consiste à rallier l’hôtel à Sandhamn, les derniers arrivants ayant à régler l'addition des diners et boissons consommés par tous les membres du défi. La course entre les deux équipes démarrent le lendemain matin avec pour unique obligation de passer dans trois restaurants différents situés sur les iles entre le départ et l'arrivée. Ces « quatre originaux » sont considérés comme les inventeurs de la course. Ils accomplissent cette première difficilement et après plus de 24 heures d'effort, rallient le point d'arrivée fixé. Ils réalisent de nouveau ce défi et cette performance l'année suivante,.
En 2006, ils rencontrent les organisateurs d’événement Michaël Lemmel et Mats Skott qui leur propose d'organiser leu « défi fou » comme une épreuve sportive qui reprend le parcours de leur course et à laquelle il donne le nom de « ÖTILLÖ » (île en île). Celle-ci consiste à parcourir un distance de 75 km en traversant 24 îles au travers d'un parcours de 10 km de natation et de 65 km de course à pied alterné plusieurs fois et par équipe de deux. Lors de la première édition onze équipes prennent le départ et deux seulement terminent dans les délais impartis,.
10 ans plus tard, en 2016, la 11e édition de ce championnat du monde voit l'ensemble des records de l'épreuve battu par les équipes en lices pour le titre et la victoire. 238 équipes hommes, femmes et mixtes sont engagées et représentent 20 nationalités différentes. La paire homme, les Suédois Lelle Moberg et Daniel Hansson, vainqueur de l’édition, établit un record en dessous de la barre des huit heures de course, première réalisation du genre sur l'épreuve historique. Le record masculin est abaissé à 7 h 58 min 6 s en 2017 par les Suédois Jesper Svensson et Daniel Hansson. Lors de l'édition 2018, les records des trois catégories sont battus avec l'aide d'une météo clémente.

## Parcours

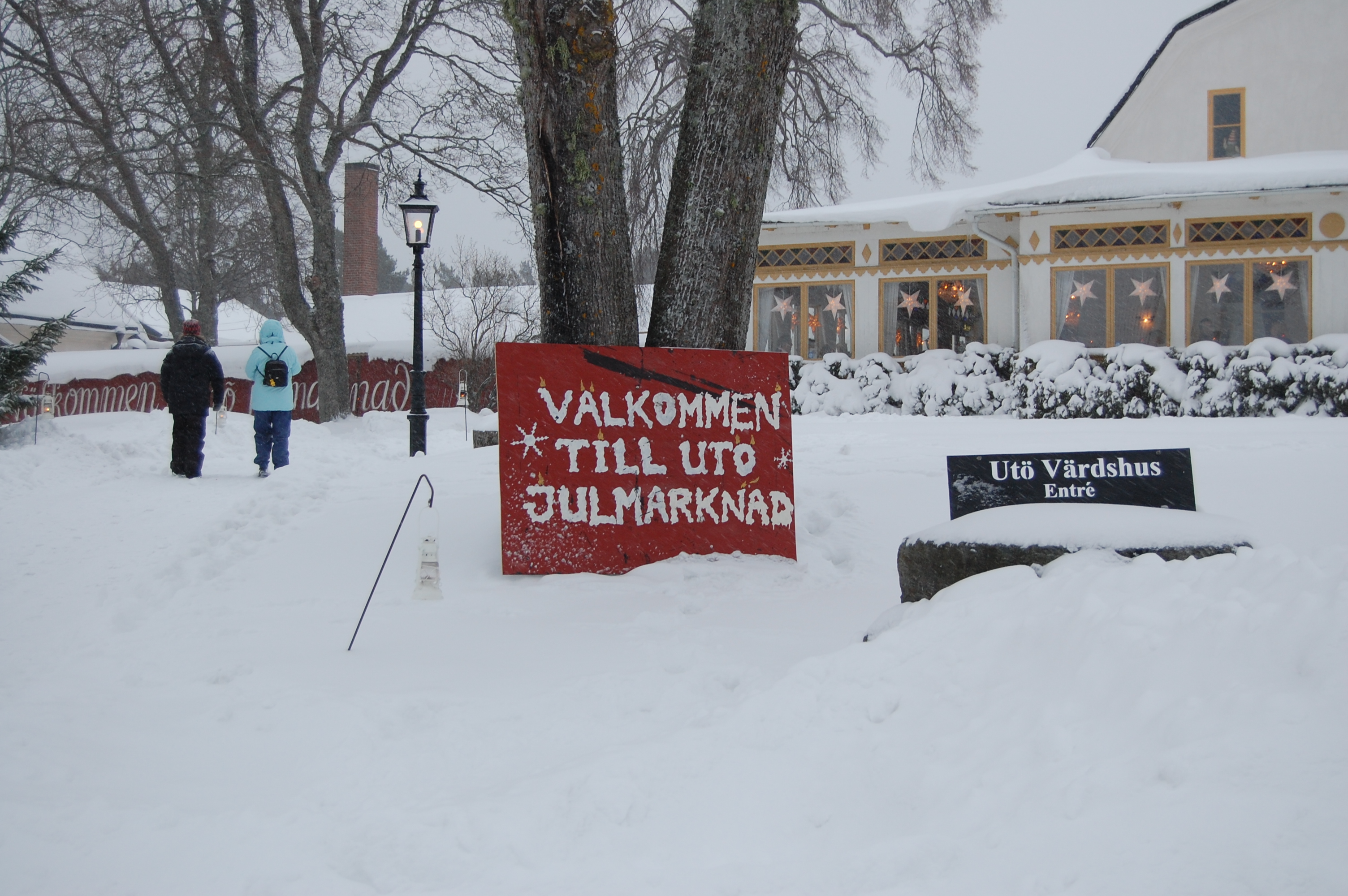
Utö Värdshus

Le départ de la course se situe devant le Seglarhotel sur Sandhamn et se termine devant l'Utö Värdshus sur Utö. Elle traverse 26 îles de l'archipel de Stockholm et notamment les grandes îles de Runmarö, Nämdö et Ornö. Le parcours représente une longueur totale de 75 km réparti en 10 km de natation en eau libre et de 65 km de course à pied qui prennent la forme d'un trail. Il se décompose en cinquante transitions à effectuer entre natation et course à pied. Les parties en natation sont comprises entre 100 et 1 780 mètres de long, les parties en trail font entre 70 et 19 700 mètres.

## Palmarès
L'épreuve se courant par équipes de deux il n'existe pas de palmarès individuel. Les équipes féminines et mixtes participent depuis 2009.
| Année                                                                | Hommes                          | Temps           | Femmes                             | Temps            | Mixte                                | Temps            |
| -------------------------------------------------------------------- | ------------------------------- | --------------- | ---------------------------------- | ---------------- | ------------------------------------ | ---------------- |
| 2006                                                                 | Petri Forsman Ville Niemelä     | 12 h            |                                    |                  |                                      |                  |
| 2007                                                                 | Martin Flinta Ted Ås            | ?               |                                    |                  |                                      |                  |
| 2008                                                                 | Jonas Colting Pasi Salonen      | 10 h 14         |                                    |                  |                                      |                  |
| 2009                                                                 | Jonas Colting Martin Flinta     | 8 h 53 min 5 s  | Åsa Annerstedt Annie Gustafsson    | 11 h 9 min 36 s  | Mikko Kolehmainen Ingrid Stengård    | 11 h 6 min 16 s  |
| 2010                                                                 | Jonas Colting Gordo Byrn        | 9 h 9 min 15 s  | Åsa Annerstedt Annie Gustafsson    | 11 h 15 min 42 s | Johan Nyqvist Rebecca Nordholm       | 11 h 32 min 29 s |
| 2011                                                                 | Björn Englund Antti Antonov     | 9 h 7 min 24 s  | Annika Åström Karin Edvinsson      | 12 h 28 min 1 s  | Joakim Axelsson Åsa Annerstedt       | 11 h 10 min 18 s |
| 2012                                                                 | Magnus Olander Lennart Moberg   | 9 h 11 min 58 s | Helena Lindahl Linda Sernfalk      | 13 h 47 min 42 s | Fredrik Åström Annika Åström         | 11 h 16 min 36 s |
| 2013                                                                 | Björn Englund Paul Krochak      | 8 h 35 min 0 s  | Bibben Nordblom Charlotta Nilsson  | 10 h 54 min 59 s | Fredrik Selmerde Annika Ericsson     | 10 h 33 min 48 s |
| 2014                                                                 | Lelle Moberg Daniel Hansson     | 8 h 16 min 12 s | Bibben Nordblom Charlotta Nilsson  | 10 h 26 min 31 s | Jonas Udehn Ulrika Eriksson          | 9 h 52 min 11 s  |
| 2015                                                                 | Björn Englund Paul Krochak      | 8 h 29 min 11 s | Annika Ericsson Maya Tesch         | 10 h 30 min 36 s | Staffan Björklund Marika Wagner      | 8 h 55 min 39 s  |
| 2016                                                                 | Lelle Moberg Daniel Hansson     | 7 h 59 min 4 s  | Kristin Larsson Annika Ericsson    | 9 h 32 min 3 s   | Adriel Young Eva Nyström             | 8 h 49 min 58 s  |
| 2017                                                                 | Jesper Svensson Daniel Hansson  | 7 h 58 min 6 s  | Kristin Larsson Annika Ericsson    | 10 h 3 min 32 s  | Adriel Young Eva Nyström             | 9 h 1 min 31 s   |
| 2018                                                                 | Fredrik Axegård Alex Flores     | 7 h 39 min 25 s | Kristin Larsson Annika Ericsson    | 8 h 56 min 26 s  | Martin Flinta Héléna Erbenová        | 8 h 16 min 15 s  |
| 2019                                                                 | Pontus Lindberg George Bjälkemo | 7 h 47 min 48 s | Fanny Danckwardt Desirée Andersson | 9 h 5 min 29 s   | Simon Börjeson Charlotte Eriksson    | 8 h 38 min 10 s  |
| 2020 : édition annulée en raison de la pandémie mondiale de Covid-19 |                                 |                 |                                    |                  |                                      |                  |
| 2021                                                                 | Oscar Olsson Adriel Young       | 7 h 38 min 43 s | Helena Sivertson Kristin Larsson   | 9 h 0 min 47 s   | Victor Dahl Desirée Andersson        | 8 h 14 min 57 s  |
| 2022                                                                 | Hugo Tormento Max Andersson     | 7 h 0 min 59 s  | Helena Sivertson Ulrika Eriksson   | 8 h 35 min 56 s  | Alexander Berggren Desirée Andersson | 7 h 49 min 54 s  |
| 2023                                                                 | Hugo Tormento Max Andersson     | 7 h 32 min 13 s | Anna Hellström Desirée Andersson   | 8 h 39 min 13 s  | Adriel Young Amanda Nilsson          | 7 h 57 min 53 s  |

 Record de l'épreuve

## Circuit ÖTILLÖ

### Critères qualificatifs
Avec le développement dans le monde de cette pratique, l’accès à cette compétition qualifiée par les organisateurs de « championnat du monde de swimrun » nécessite une qualification préalable. Cette qualification prend plusieurs formes, qualification sur une course du circuit, qualification sur dossier et sur un système de points, tirage au sort ou encore invitation de l'organisation au regard du passé sportifs des athlètes. 

### Épreuves qualificatives
Pour 2020, les épreuves permettant une qualification pour la course originelle et faisant partie du ÖTILLÖ Swimrun World Series sont les suivantes :
- ÖTILLÖ Swimrun 1000 Lakes (Plateau des lacs mecklembourgeois, Allemagne)
- ÖTILLÖ Swimrun Cannes (Cannes, France)
- ÖTILLÖ Swimrun Catalina (Île Santa Catalina, Californie, États-Unis)
- ÖTILLÖ Swimrun Engadin, (Silvaplana, Suisse)
- ÖTILLÖ Swimrun Final 15K (Archipel de Stockholm, Suède), 15 derniers kilomètres de la course originelle.
- ÖTILLÖ Swimrun Hvar (Hvar, Croatie)
- ÖTILLÖ Swimrun Isles of Scilly (Îles Scilly, Angleterre)
- ÖTILLÖ Swimrun Malta (La Valette, Malte)
- ÖTILLÖ Swimrun Utö (Utö, Suède)